# Neave-Zwergmaus
Die im östlichen Afrika verbreitete Neave-Zwergmaus (Mus neavei) ist ein Nagetier in der Gattung der Mäuse. Sie zählt mit mehreren anderen afrikanischen Arten zur Untergattung Nannomys. Der Artzusatz im wissenschaftlichen Namen ehrt britischen Entomologen Sheffield Airey Neave.

## Merkmale
Die kleine Maus ist ohne Schwanz 58 bis 106 mm lang, die Schwanzlänge beträgt 33 bis 48 mm, die Hinterfüße sind 12 bis 14 mm lang und die Länge der Ohren liegt bei 10 bis 12 mm. Gewichtsangaben fehlen. Typisch ist ein dunkelbraunes Fell auf der Oberseite, das zur Rückenmitte fast schwarz wird. Es gibt eine deutliche Grenze zur weißen Unterseite. Die Maus hat große hellgraue Ohren, weiße Pfoten und eine mausartig zugespitzte Schnauze.

## Verbreitung und Lebensweise
Eindeutig nachgewiesen ist die Art aus dem Südosten von Sambia am Dreiländereck mit Simbabwe und Mosambik. Funde aus Tansania, der Demokratischen Republik Kongo und dem nordöstlichen Südafrika sollten laut IUCN bestätigt werden. Soweit bekannt, lebt die Neave-Zwergmaus in felsigen Savannen mit einigen Baumgruppen.
Weitere Angaben zum Verhalten liegen nicht vor.

## Gefährdung
Für den Bestand sind keine Bedrohungen bekannt. Aufgrund der häufigen Verwechslung mit der Afrikanischen Zwergmaus (Mus minutoides), kann die Gesamtpopulation nicht ermittelt werden. Die IUCN listet die Art mit unzureichend Datenlage (data deficient).